# Dansk Adels Forening
Dansk Adels Forening är en organisation för dansk och norsk adel. Föreningen grundades 1984 genom sammanslagning av Foreningen til Udgivelse af Danmarks Adels Aarbog och Dansk Adelsforbund. Dansk Adelsforenings huvudsyssla är utgivningen av årsboken. Som medlem upptas de som tillhör den danska eller norska adeln vid födsel eller genom äktenskap.
Föreningen är medlem av CILANE.

## Norska ätter
- Anker
- Aubert
- Benzon
- Falsen
- Galtung
- von Holstein
- Huitfeldt
- Iuel
- Knagenhielm
- Leunbach
- Koefoed
- de Linde
- Lowzow
- Løvenskiold
- Morgenstierne (von Munthe av Morgenstierne)
- Munthe-Kaas
- de Neergaard
- Rosenvinge
- Ross
- Scheel
- Sundt
- Treschow
- Wedel Jarlsberg
- Werenskiold
- de Vibe
- Wibe
- Wleugel